# Zespół pałacowo-parkowy w Osuchowie

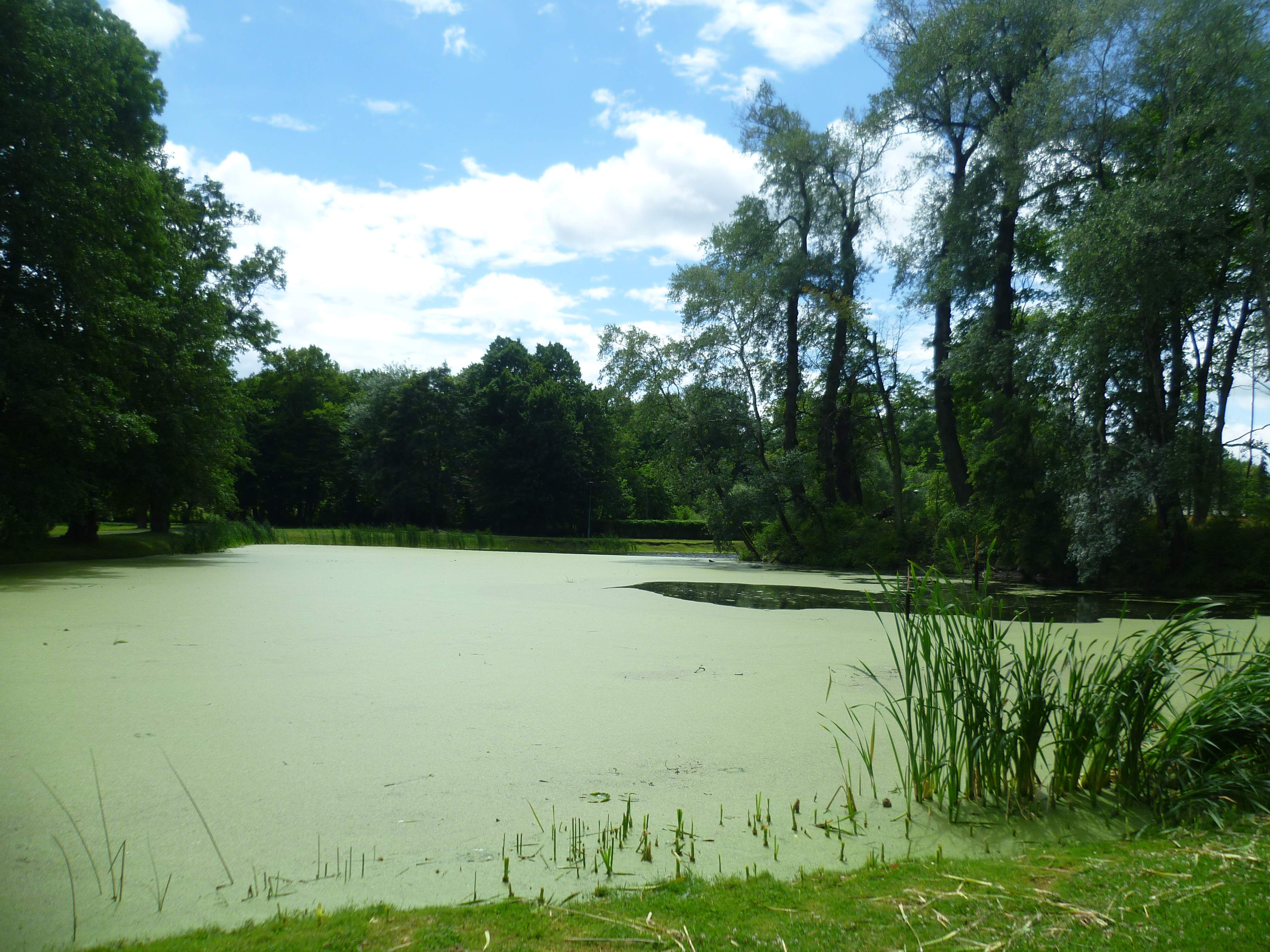
Stawy w parku pałacowym

Zespół pałacowo-parkowy w Osuchowie – pałac w stylu neoklasycystycznym wraz z otaczającym go około 20-hektarowym parkiem, położony we wsi Osuchów w gminie Mszczonów w województwie mazowieckim. W parku znajdują się okazy pomnikowych dębów, lip, modrzewi, platanów, jaworów i wiązów (zob. niżej) oraz kompleks stawów z przyległymi do niego terenami zabytkowymi.

## Historia obiektu
Pałac został zbudowany w połowie XIX wieku przez Feliksa Wołowskiego w miejsce zakupionego przez niego dawnego drewnianego dworu rodziny Radziejowskich. Mniej więcej w tym samym czasie posadzone zostały lipy wzdłuż drogi dojazdowej do pałacu, tworzące dziś zabytkową aleję lipową wpisaną na listę pomników przyrody.
W latach 1893–1899 właścicielką posiadłości była córka Feliksa, Jadwiga Aleksandra Jasieńska. Około 1899 roku cały majątek wraz z przyległymi terenami wsi Osuchów zakupił Michał Tyszkiewicz jako posag dla swojej córki Joanny Janiny, żony Edwarda Broëla-Platera (członka hrabiowskiego rodu Platerów, z którego wywodziła się też m.in. Emilia Plater). Po śmierci Joanny w 1928 roku, pałac stał się własnością Izabeli Platerówny i pozostał w jej rękach aż do konfiskaty w 1944 roku, kiedy to przeszedł na własność Skarbu Państwa. Mieściły się tutaj kolejno: szkoła podstawowa, urząd pocztowy i mieszkania prywatne. W 1982 roku mocno już zaniedbany zespół pałacowo-parkowy został decyzją Ministra Kultury i Sztuki oddany do odbudowy i przekazany do użytkowania Zakładowi Ubezpieczeń Społecznych. Ze względu na ograniczenia finansowe prace nad odrestaurowaniem parku i remont pałacu wraz ze zrujnowanymi budynkami stajni i kuchni potrwały 10 lat.

## Dzisiejsze zastosowanie
Mieszczący się tu dziś Centralny Ośrodek Szkoleniowy ZUS-u dysponuje 120 miejscami noclegowymi, bazą dydaktyczną oraz zapleczem gastronomicznym. Prowadzone są w nim szkolenia pracowników, narady, konferencje. Dodatkowo pracownicy Zakładu i członkowie ich rodzin mają możliwość spędzania tu weekendów i korzystania z bazy kulturalno-oświatowej i sportowo- rekreacyjnej. W miarę istniejących możliwości obiekt udostępniany jest też wycieczkom zorganizowanym. W latach 2017–2021 wstęp możliwy był w okresie letnim także dla osób indywidualnych. W latach 2022–2023 na terenie obiektu kwaterowano uchodźców z Ukrainy w związku z inwazją Rosji, a park był wyłączony z możliwości zwiedzania. W 2023 roku w związku z opuszczeniem Ośrodka przez uchodźców podjęto decyzję o ponownym udostępnieniu parku zwiedzającym.

## Pomniki przyrody na terenie obiektu
Niektóre rosnące tu drzewa wpisane są na listę pomników przyrody, zaliczają się do nich między innymi:
- dąb szypułkowy – obwód 700 cm
- dąb szypułkowy – obwód 525 cm
- dąb szypułkowy – obwód 450 cm
- dąb szypułkowy – obwód 375 cm
- dąb szypułkowy – obwód 365 cm
- jesion wyniosły – obwód 410 cm
- jesion wyniosły – obwód 355 cm
- lipa drobnolistna – obwód 530 cm
- lipa drobnolistna – obwód 395 cm
- platan klonolistny – obwód 470 cm
- wiąz szypułkowy – obwód 600 cm

## Nagrody i wyróżnienia
W 1995 roku zespół pałacowo-parkowy otrzymał wyróżnienie Ministra Kultury i Sztuki, a Zakładowi Ubezpieczeń Społecznych przyznano nagrodę pierwszego stopnia w konkursie Najlepszy użytkownik obiektu zabytkowego w latach 1993-94. W roku 1998 obiekt został wyróżniony przez Ministra Kultury i Sztuki srebrnym medalem za Ochronę zabytkowych założeń ogrodowych.